# J
La J (in minuscolo j), in italiano chiamata i lunga o i lungo, è la decima lettera dell'alfabeto latino moderno.
In tempi recenti si è diffusa l'usanza di indicare questa lettera con il nome gei, pronunciato "géi" (/ˈd͡ʒei/) o "gèi" (/ˈd͡ʒɛi/) e derivato dall'inglese jay. Tale nome però non compare nei principali vocabolari italiani.
Meno comunemente, la lettera J è detta iota o anche iod, termini derivati rispettivamente dalla iota greca e da jodh dell'alfabeto paleo-ebraico.
Nell'uso italiano corrente è utilizzata, raramente, per rendere il suono semiconsonantico della i davanti a vocale, ma solo in alcune parole con grafia conservativa, come in alcuni toponimi, nomi e cognomi italiani. È inoltre usata in parole prestate da altre lingue, nel qual caso si pronuncia in modo vario, a seconda della lingua di provenienza del termine.
Nell'alfabeto fonetico internazionale, il simbolo /j/, graficamente uguale alla i lunga, rappresenta una semiconsonante approssimante palatale. 

## Storia
La J è l'ultima lettera a essere stata aggiunta all'alfabeto latino, e fu posizionata dopo la I, di cui in origine era una semplice variante grafica. Il nome iota deriva da quello della omonima lettera greca (che, a sua volta, deriva il suo nome dalla corrispondente lettera fenicia yōdh, braccio); la I e la J condividono gran parte della loro storia, prima di essere distinte in due lettere diverse: la vocale I e la consonante J, quest'ultima con valori fonetici diversi nelle varie lingue europee (in italiano, latino e nella maggior parte delle lingue germaniche, rappresenta la semivocale [j] che compare all'inizio della parola iena). Per la storia di queste due lettere, vedi la relativa voce.
Fu Gian Giorgio Trissino, nella sua Ɛpistola de le lettere nuωvamente aggiunte ne la lingua Italiana del 1524, a usare per primo tali grafemi per rappresentare i due suoni diversi. In precedenza, i e j non erano che varianti grafiche (solo minuscole) della stessa lettera, la I.
La lettera J faceva parte dell'alfabeto italiano, con valore di semiconsonante palatale nei dittonghi, e si trovava specialmente in principio di parola (jeri, juta) oppure tra due vocali (frantojo, Savoja). Usata in posizione iniziale richiedeva l'articolo "lo" o "la", senza elisione. Era inoltre usata in fine di parola, come contrazione di due "i", ossia della "i" geminata finale (necessarj, vassoj). Quest'uso della J fu abbandonato quasi completamente tra la fine dell'Ottocento e gli inizi del Novecento.
Per l'evoluzione del grafema, si veda la storia della lettera I.

## Uso attuale in italiano
In italiano pochissime parole vengono tuttora scritte adoperando la i lunga, e sono per la maggior parte nomi propri, che per loro natura tendono ad avere una grafia conservativa; in tutti casi la i lunga precede una delle vocali "A", "E", "O", "U" ed ha esclusivamente valore di semiconsonante palatale, ossia il suono di "i" nella parola "ieri":
- grafie alternative di parole scritte più comunemente con la "i" (ad es. jella, jena, jota, juta);
- nomi propri di persona: Jacopo, Jolanda, Jole;
- cognomi: ad es. Tajani, Jannacci, Jacobelli ed altri;
- nomi propri di luogo: i comuni italiani di Jesi, Jesolo, Reana del Rojale, Jelsi, Jenne, Jacurso, Jerago, Jerzu, Jolanda di Savoia, Joppolo, Joppolo Giancaxio, oltre a Jugoslavia, ex Stato europeo, Ajaccio, capoluogo della Corsica, e L'Aja, città olandese;  fino al 1934 (anno di apertura della Direttissima Firenze-Bologna) tutti i treni Nord-Sud passavano per "Pistoja" come veniva indicata sugli orari ferroviari.
- i nomi degli abitanti dei luoghi del punto precedente: rispettivamente jesini, jesolani, rojalesi, jelsesi, jennesi, jacursesi, jeraghesi, jerzesi, jolandini, joppolesi (sia per Joppolo, sia per Joppolo Giancaxio)[9], jugoslavi, ajaccini. Gli abitanti de L'Aja non hanno un nome specifico in italiano.
- in alcuni latinismi: ad es. junior, juniores, juventino, fidejussione, de jure ed altri.

Essa viene ancora usata, infine, per rendere il suono [j] che in alcune lingue e dialetti regionali corrisponde al trigramma -gli- (/ʎ/) dell'italiano standard (come nel romanesco ajo per aglio).
Fino al secondo dopoguerra la I e la J erano ancora considerate varianti della stessa lettera ai fini dell'ordinamento alfabetico nei dizionari e nelle enciclopedie, sicché i lemmi inizianti con entrambe le lettere erano elencati nella stessa sezione, all'interno della quale, per esempio, jella precedeva iodio. È solo dagli anni '50 del XX secolo, con il massiccio afflusso di anglicismi nella lingua italiana, che i compilatori di dizionari e di enciclopedie iniziarono ad aggiungere una sezione specifica per la lettera J.
Nei prestiti dall'inglese (es. jeans) la lettera ha valore di affricata postalveolare sonora, equivalente alla G dolce; nei prestiti dal francese (es. abat-jour) ha valore di consonante fricativa postalveolare sonora.

## Uso in altre lingue

### Approssimante palatale
Nella grande maggioranza delle lingue germaniche, la lettera i lunga ha lo stesso valore che ha in italiano, ossia rappresenta l'approssimante palatale, come la I nella parola "ieri"; così in tedesco, olandese, islandese, svedese, danese e norvegese.
Lo stesso valore di approssimante palatale si rileva anche in albanese, macedone, lettone e lituano e nelle lingue slave che utilizzano l'alfabeto latino, come polacco, ceco, serbo-croato, slovacco e sloveno. 
Anche nella traslitterazione scientifica del cirillico la lettera i lunga ha il valore di approssimante palatale ed è quindi usata per trascrivere la lettera Й. 
A causa dell'elevato numero di lingue in cui la i lunga ha il valore di approssimante palatale, nell'alfabeto fonetico internazionale tale lettera è stata scelta per rappresentare questo suono: / j /.

### Affricata postalveolare sonora
L'inglese, pur essendo una lingua germanica, la lettera i lunga rappresenta più comunemente l'affricata postalveolare sonora, ossia il suono della lettera G nella parola "gelo". Anche in valenciano e in occitano la lettera esprime lo stesso suono che ha in inglese, rappresentato nell'alfabeto fonetico internazionale dal simbolo / dʒ /

### Fricativa postveolare sonora
In francese, portoghese, catalano, rumeno e turco la i lunga ha il valore di fricativa postalveolare sonora, come la seconda G nella parola "garage". Nell'alfabeto fonetico internazionale tale suono è rappresentato con il simbolo / ʒ /.

### Fricativa velare sorda
In spagnolo (castigliano) la lettera i lunga ha il valore di fricativa velare sorda, come nel nome spagnolo "Juan", rappresentato nell'alfabetico fonetico internazionale con il simbolo  / x /.
In alcune aree geografiche ispanofone, il valore è invece quello di fricativa glottidale sorda, come la C nella pronuncia toscana di "casa". Nell'alfabeto fonetico internazionale tale suono è rappresentato con il simbolo / h /.